# دهستان کشوری
دهستان کشوری، یکی از دهستان‌های بخش مرکزی شهرستان ایلام در استان ایلام ایران است. مرکز این دهستان، روستای شهرک شهید کشوری است.

## جمعیت
بر پایه سرشماری عمومی نفوس و مسکن در سال ۱۳۹۵، جمعیت دهستان کشوری برابر با ۷٬۷۸۷ نفر بوده‌است.